# Всероссийский НИИ минерального сырья имени Н. М. Федоровского
Всероссийский научно-исследовательский институт минерального сырья им. Н. М. Федоровского (ФГБУ ВИМС) — государственный научно-исследовательский институт в подчинении Федерального агентства по недропользованию РФ.
Основные задачи Института: изучение минерально-сырьевой базы страны; научно-методическое обеспечение работ по прогнозу, поискам и оценке месторождений урана, легирующих, цветных и редких металлов.

## История
Институт был создан как первое в России частное научное учреждение. Отсчёт истории института начался в 1904, когда на деньги купца В. Ф. Аршинова был построен единственный в своём роде научно-исследовательский институт для изучения и оценки минеральных ресурсов страны. Руководил институтом его сын, ученик академика В. И. Вернадского, В. В. Аршинов. Изначально название было дано по латыни — «Lithogaea», что означало «каменная Земля».
В 1915 году институт перешёл в ведение Московского общества испытателей природы.
В октябре 1918 года В. В. Аршинов передал «Lithogaea» государству в ведение ВСНХ, специальным декретом Совнаркома.

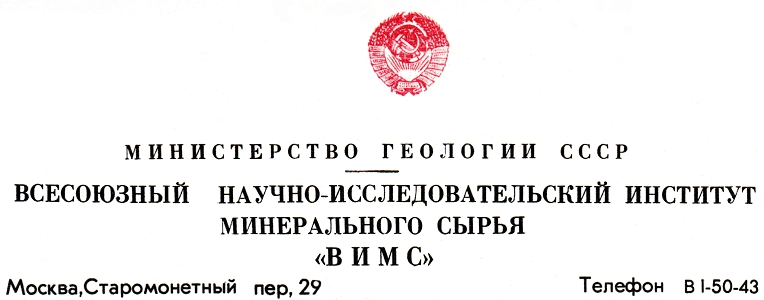
Бланк ВИМС, 1960-е

Институт неоднократно менял своё название:
- 1923 — Институт прикладной минералогии (ИПМ)
- 1925 — Институт прикладной минералогии и металлургии
- 1935 — Всесоюзный институт минерального сырья (ВИМС)
- 1991 — Всероссийский институт минерального сырья (ВИМС)

В 1923 году институт возглавил советский государственный деятель и учёный, организатор горного дела профессор Московской Горной Академии Николай Михайлович Федоровский, имя которого впоследствии было присвоено ВИМСу. Главной задачей института стало освобождение отечественной промышленности от импорта минерального сырья и создание собственной минерально-сырьевой базы страны. Здание института в Старомонетном переулке было построено в 1925 году по проекту архитектора В. А. Веснина.
В предвоенные годы учёные института создали методические основы прогноза, поисков и изучения месторождений полезных ископаемых.
В военные и послевоенные годы ВИМС внёс решающий научно-прикладной вклад в сырьевое обеспечение «Атомного проекта» СССР. В честь ВИМС назван минерал вимсит.
В ВИМС в основном изучали промышленные руды на элементы: Fe, Mn, Cr, Ti, W, Mo, Nb, Ta, Al, Sn, Be и U.
ВИМС стал родоначальником региональных институтов: «Гиредмет», «САИГИМС», «КазИМС», «КИМС», «ДВИМС».

### Руководство
- 1904 — Аршинов, Владимир Васильевич
- 1925 — Федоровский, Николай Михайлович
- 1937 — Ершова, Зинаида Васильевна
- 1940 — Сирин, Николай Андреевич
- 1943 — Шманенков, Иван Васильевич
- 1950 — Ершов, Александр Дмитриевич
- 1963 — Момджи, Георгий Сергеевич
- 1970 — Еремеев, Александр Николаевич
- 1994 — Машковцев, Григорий Анатольевич
- 2022 — Казанов, Олег Владимирович
- 2024 — [уточнить]

Заместители директора:
- Ершов, Александр Дмитриевич (1948—1950)
- Саакян, Папик Саакович (1950-е)[уточнить]
- Герасимов, Николай Николаевич (2015—2017)
- Остроумов Георгий Владимирович (по 2005)

## Современная структура
В составе института имеются следующие подразделения:
Геологическое отделение
- Отдел уранового сырья
  - Сектор эндогенных урановых месторождений
  - Сектор экзогенных урановых месторождений
- Отдел металлургического сырья
  - Сектор редких, цветных металлов и нерудного сырья
  - Сектор чёрных металлов и алюминиевого сырья
- Отдел информационных технологий
- Отдел геолого-экономической и экологической оценки месторождений

Отделение аналитических, минералогических и технологических исследований — Аналитический испытательный центр коллективного пользования (АИЦКП «ВИМС»)
- Аналитический отдел
- Минералогический отдел
- Технологический отдел
- Лаборатория изотопных методов анализа
- Отдел метрологии, стандартизации и аккредитации
- Аналитический сертификационный испытательный центр (АСИЦ)

Отдел методических основ оценки проектной и технической документации на разработку твёрдых полезных ископаемых
Информационно-издательский отдел
Музей промышленных типов руд
Научно-техническая библиотека им. В. В. Аршинова
Отдел информационно-технической инфраструктуры

## Подготовка кадров
В институте существует аспирантура по 7 специальностям:
- 02.00.02 — аналитическая химия,
- 05.17.02 — технология редких, рассеянных и радиоактивных элементов,
- 25.00.05 — минералогия, кристаллография,
- 25.00.10 — геофизика, геофизические методы поисков полезных ископаемых,
- 25.00.11 — геология, поиски и разведка твёрдых полезных ископаемых, минерагения,
- 25.00.13 — обогащение полезных ископаемых,
- 25.00.36 — геоэкология.

Работает диссертационный совет Д 216.005.01 по защите докторских и кандидатских диссертаций по специальностям:
- 25.00.05 — минералогия, кристаллография (геолого-минералогические науки);
- 25.00.11 — геология, поиски и разведка твёрдых полезных ископаемых, минерагения (геолого-минералогические науки);
- 25.00.36 — геоэкология (науки о Земле) (геолого-минералогические науки);25.00.05 — минералогия, кристаллография (геолого-минералогические науки);

## Публикации
Труды:
- Труды Института прикладной минералогии.
- Труды Института прикладной минералогии и металлургии.
- Труды ВИМС.

Журналы:
- Минеральное сырьё и его переработка (до 1928) — орган научно-исследовательских институтов по минеральному сырью, НТО ВСНХ СССР.
- Минерал. сырьё и цветные металлы (1929).
- Минеральное сырьё (c 1930), с 1998 года возобновлён выпуск журнала «Минеральное сырьё» (периодичность не менее 4 раз в год)[3].
- Разведка и охрана недр — многоплановый научно-технический журнал.
- Рациональное освоение недр — официальный печатный орган Центральной комиссии по разработке месторождений твёрдых полезных ископаемых (ЦКР-ТПИ Роснедр) и информационный партнёр Центральной комиссии по разработке месторождений углеводородного сырья (ЦКР по УВС Роснедр) Федерального агентства по недропользованию.

Серийные издания:
- Материалы к библиографии учёных ВИМСА — биографии, библиографии, дневники и воспоминания, редактор И. Г. Печёнкин.
  - К 100-летию А. И. Гинзбурга. Выпуск 1. 2016. 67 с.
  - К 130-летию В. А. Зильберминца. Выпуск 2., 2017. 218 с.